# Useless
Useless är en låt av den brittiska gruppen Depeche Mode. Det är gruppens trettiofjärde singel och den fjärde och sista från albumet Ultra. Singeln släpptes den 20 oktober 1997 och nådde som bäst 28:a plats på den brittiska singellistan.
Musikvideon till "Useless" regisserades av Anton Corbijn.

## Utgåvor och låtförteckning
Samtliga låtar är komponerade av Martin Gore.

### 12": Mute / 12Bong28 (UK)
1. "Useless (The Kruder + Dorfmeister Session™)" (9:10)
2. "Useless (CJ Bolland Funky Sub Mix)" (5:38)
3. "Useless (Air 20 Mix)" (7:56) (Remixed by Carl Craig)

### CD: Mute / CDBong28 (UK)
1. "Useless (Remix)" (4:53) (remixed by Alan Moulder)
2. "Useless (Escape from Wherever: Parts 1 & 2!)" (7:17) (remixed by Barry Adamson)
3. "Useless (Cosmic Blues Mix)" (6:57)

### CD: Mute / LCDBong28 (UK)
1. "Useless (CJ Bolland Ultrasonar Mix)" (6:03)
2. "Useless (The Kruder + Dorfmeister Session™)" (9:10)
3. "Useless (Live)" (5:21)

### CD: Mute / CDBong28X (EU)
1. "Useless (Remix)" (4:55)
2. "Useless (Escape from Wherever: Parts 1 & 2!)" (7:17)
3. "Useless (Cosmic Blues Mix)" (6:57)
4. "Useless (CJ Bolland Ultrasonar Mix)" (6:03)
5. "Useless (The Kruder + Dorfmeister Session™)" (9:10)
6. "Useless (CJ Bolland Funky Sub Mix)" (5:38)
7. "Useless (Air 20 Mix)" (7:56)
8. "Useless (Live)" (5:21)

### Promo 12": Mute / P12Bong28 (UK)
1. "Useless (CJ Bolland Funky Sub Mix)" (5:38)
2. "Useless (The Kruder + Dorfmeister Session ™)" (9:10)

### Radio Promo CD: Mute / RCDBong28 (UK)
1. "Useless (Remix)" (4:53) (remixed by Alan Moulder)
2. "Useless (Escape from Wherever: Parts 1 & 2!)" (7:17) (remixed by Barry Adamson)
3. "Useless (Cosmic Blues Mix)" (6:57)

### Promo CD: Reprise / n/a (US)
1. "Useless (Album Edit)" (4:44)
2. "Useless" (5:12)

- "Useless (Live)" spelades in i London den 10 april 1997.

## "Home"/"Useless"
I november 1997 släpptes låtarna "Home" och "Useless" som en dubbel A-sidesingel i USA och Kanada.
- Samtliga låtar är komponerade av Martin Gore.
- Martin Gore sjunger lead på "Home". Dave Gahan sjunger lead på "Useless"

### 7": Reprise / 7-17314 (US)
1. "Home" (5:46)
2. "Useless (CJ Bolland Ultrasonar Edit)" (4:06)

### CD: Reprise / 9 17314-2 (US)
1. "Home" (5:46)
2. "Home (Air "Around the Golf" Remix)" (3:58)
3. "Useless (CJ Bolland Ultrasonar Edit)" (4:06)

### CD: Reprise / 9 43906-2 (US)
1. "Home" (5:46)
2. "Home (Grantby Mix)" (4:38)
3. "Home (LFO Meant to Be)" (4:26)
4. "Home (The Noodles and The Damage Done)" (6:22)

1. "Useless (CJ Bolland Ultrasonar Mix)" (6:00)
2. "Useless (CJ Bolland Funky Sub Mix)" (5:38)
3. "Useless (Kruder + Dorfmeister Session ™)" (9:10)
4. "Useless (Escape from Wherever: Parts 1 & 2)" (7:15)